# Associazione Sportiva Cerveteri 1991-1992
Questa voce raccoglie le informazioni riguardanti  l'Associazione Sportiva Cerveteri nelle competizioni ufficiali della stagione 1991-1992.
| N. |                   | Ruolo | Calciatore          |
| -- | ----------------- | ----- | ------------------- |
|    | Italia (bandiera) | C     | Daniele Antonolovic |
|    | Italia (bandiera) | C     | Roberto Biondi      |
|    | Italia (bandiera) | D     | Lucio Caccialupi    |
|    | Italia (bandiera) | D     | Marco Ciannamei     |
|    | Italia (bandiera) | A     | Renato Consalvi     |
|    | Italia (bandiera) | D     | Angelo Conte        |
|    | Italia (bandiera) | A     | Alessandro Cordelli |
|    | Italia (bandiera) | A     | Gennaro Del Prete   |
|    | Italia (bandiera) |       | Giancarli           |
|    | Italia (bandiera) | C     | Bruno La Manna      |
|    | Italia (bandiera) |       | Maravalli           |
|    | Italia (bandiera) | C     | Massimo Mariani     |
|    | Italia (bandiera) | C     | Marco Mazza         |

| N. |                   | Ruolo | Calciatore         |
| -- | ----------------- | ----- | ------------------ |
|    | Italia (bandiera) | D     | Massimiliano Melis |
|    | Italia (bandiera) | P     | Cesidio Oddi       |
|    | Italia (bandiera) | C     | Vincenzo Paris     |
|    | Italia (bandiera) | A     | Paolo Pelucchini   |
|    | Italia (bandiera) | A     | Luigi Pomponi      |
|    | Italia (bandiera) | C     | Fabio Ranieri      |
|    | Italia (bandiera) | D     | Claudio Scopece    |
|    | Italia (bandiera) | C     | Marco Scorsini     |
|    | Italia (bandiera) | P     | Francesco Sgriccia |
|    | Italia (bandiera) | C     | Luca Torresani     |
|    | Italia (bandiera) | D     | Sergio Ulissi      |
|    | Italia (bandiera) | D     | Enrico Vichi       |